# Ди Канио, Паоло
Па́оло Ди Ка́нио (итал. Paolo Di Canio; род. 9 июля 1968, Рим) — итальянский футболист и футбольный тренер. Выступал на позиции нападающего.

## Карьера игрока в Италии
Паоло Ди Канио был воспитанником футбольной школы римского «Лацио», за годы карьеры постоянным игроком основного состава в «Лацио», «Ювентусе», «Наполи» и «Милане». С «Лацио» Ди Канио вышел в серию А в 1988 году, хотя годом ранее команда избежала вылета в серию С. В сезоне 1988-1989 Паоло провел на поле 30 игр в сезоне, забил гол в «Римском дерби», чем заслужил статус героя клуба а также позволил клубу закрепиться в серии А в том сезоне. Однако позже был продан в «Ювентус». В составе «Юве» Ди Канио выиграл кубок УЕФА в 1993 году, однако нападающий оказывался в тени других именитых игроков того поколения, таких как Алессандро Дель Пьеро, Роберто Баджо и Джанлука Виалли, что не давало ему полностью раскрыть свой талант. Паоло прославился другим. Ди Канио, воспитанный на улицах неблагоприятного района Рима Квартиччоло, на поле стал отмечаться своими радикальными выходками, не скрывая своих убеждений. В частности, он неоднократно праздновал забитые голы римским салютом. На его плечо нанесена татуировка DUX, которая на латинском означает Дуче. Ди Канио также не скрывал своего восхищения Бенито Муссолини.

## Карьера игрока в Великобритании
В сезоне 1996/97 Паоло Ди Канио решил перебраться в «Селтик» из Глазго, где стал лучшим футболистом с 12 забитыми мячами в 26 играх. После этого он перешёл в клуб Премьер лиги «Шеффилд Уэнсдей», сумма трансфера оценивалась в £4,2 млн. Строптивость характера опять сыграла дурную шутку: именно из-за характера и околофутбольных выходок Ди Канио тренер сборной Италии Джованни Трапаттони не вызывал его в команду, и тренер «Уэнсдей» Рон Аткинсон часто обвинял Ди Канио в халатном отношениям к играм и предрекал скорое завершение его карьеры. Сам Ди Канио резко выступал в прессе по поводу обвинения со стороны Аткинсона. Но тут наступила развязка, которой никто не ждал: Аткинсон сделал Ди Канио капитаном команды. Благодаря этому «Шеффилд Уэнсдей» остались в элите.
26 сентября 1998 года в матче с лондонским «Арсеналом» произошёл конфликт: после игрового столкновения Патрика Виейра и Вима Йонка между ними произошла словесная перепалка, в которую вмешался Ди Канио. За Виейра вступился Мартин Киоун, который оттолкнул Ди Канио, задев его локтем. Ди Канио ответил Киоуну, и арбитр матча Пол Элкок удалил его с поля. Возмущенный решением судьи Ди Канио высказал Элкоку своё недовольство, а потом толкнул арбитра. Газета «The Times» опубликовала снимки с лежащим на поле Элкоком и словами министра спорта Тони Бэнкса, который призывал выгнать Ди Канио из футбола. Федерация Английской Премьер-лиги вынесла вердикт — 11 матчей дисквалификации и £10 тысяч штрафа.
Ди Канио поступило предложение вернуться в Италию или перебраться в Испанию, но он решил остаться в Англии и перешёл в лондонский «Вест Хэм Юнайтед». На тот момент тренер Харри Реднапп искал для команды игрока с лидерскими качествами. Первый мяч за «Вест Хэм» Ди Канио забил в своем четвертом матче, в ворота ближайших конкурентов «Блэкберн Роверс». Также в заслуги футболисту заносят и высокую 5-ю позицию клуба по итогам сезона, которая позволила отобраться в кубок УЕФА через кубок Интертото. Но больше всего футбольной общественности запомнился поступок в матче против «Эвертона» 16 декабря 2000 года. Игрок «Вест Хэм Юнайтед» получил мяч правом фланге атаки, обыграл голкипера и сделал точный навес в штрафную на Ди Канио. Паоло увидел, что вратарь Пол Джеррард в результате падения на газон получил травму и упал за пределами штрафной, поймал мяч в руки и указал на лежащего вратаря. Паоло Ди Канио стал героем, а ФИФА вручила ему приз Fair Play. Покинув «Вест Хэм», Ди Канио стал его легендой. Затем, отыграв сезон в «Чарльтон Атлетик», Паоло вернулся в «Лацио».

## Карьера тренера
20 мая 2011 года Паоло Ди Канио возглавил английский клуб «Суиндон Таун», который вывел в Первую Английскую лигу. В сезоне 2012/13 «Суиндон Таун» лидировал в Лиге 1 после 32 туров, но из-за финансовых проблем клуба, начавшихся в январе, 18 февраля 2013 года тренер подал в отставку, .
31 марта 2013 года стал тренером «Сандерленда». Контракт подписан на 2,5 года. Сменил на этом посту Мартина О’Нилла. 22 сентября был отправлен в отставку с поста главного тренера сразу после поражения в матче Премьер-лиги против «Вест Бромвича». Из пяти матчей сезона, команда под руководством Ди Канио, проиграла четыре и лишь один раз сыграла вничью.

## Достижения

### В качестве игрока
Ювентус
- Обладатель Кубка УЕФА: 1993

Милан
- Чемпион Италии: 1996
- Обладатель Суперкубка УЕФА: 1994

Вест Хэм Юнайтед
- Обладатель Кубка Интертото: 1999

### В качестве тренера
Суиндон Таун
- Вторая Футбольная лига: 2012

### Личные
- Игрок года по версии футболистов ШПФА: 1997
- Лучший игрок года в «Шеффилд Уэнсдей»: 1998[25]
- Лауреат премии Фэйр-плей: 2000